# Dyckia sellowiana
Dyckia sellowiana är en gräsväxtart som beskrevs av Carl Christian Mez. Dyckia sellowiana ingår i släktet Dyckia och familjen Bromeliaceae. Inga underarter finns listade i Catalogue of Life.